# Рябченко, Тихон Лукьянович
Тихон Лукьянович Рябченко (24 августа 1903 — 4 июля 1979) — советский военачальник, полковник, летчик-испытатель 1-го класса.

## Биография
Родился 24 августа 1903 года в селе Чепухино Валуйского уезда Воронежской губернии (ныне Валуйский район Белгородской области) в семье крестьянина бедняка. Окончил 4 класса сельской школы. В Красной Армии с 1925 года.
Служил в 8-й отдельной разведывательной авиационной эскадрилье Московского военного округа, с августа 1926 года служил мотористом в этой эскадрилье. Окончил Ленинградскую летную теоретическую школу в 1928 году, в 1929 году — 3-ю военную школу летчиков и летнабов имени К. Е. Ворошилова, в 1936 году — Липецкую высшую летно-тактическую школу ВВС РККА.
С 1929 года после окончания школы летчиков и летнабов имени К. Е. Ворошилова был оставлен в ней в должности инструктора-летчика 1-го разряда, с декабря 1931 года — в должности командира звена. В феврале 1933 года был командирован на станцию Едрово на переучивание на тяжеле самолёты. Там назначен командиром отряда 5-й тяжелой эскадрильи 2-й тяжелобомбардировочной авиационной бригады ВВС Балтийского моря. Летал на самолётах ТБ-1 и ТБ-3.
С 5 сентября 1936 года по сентябрь 1937 года участвовал в национально-революционной войне в Испании, выполнял особо важные полеты, в том числе перевозил из Испании в Москву и обратно лидера испанской коммунистической партии Долорес Ибаррури. В 1937 году присвоено звание полковника. В апреле 1938 года был назначен командиром 7-го тяжелобомбардировочного авиационного полка.
С июня 1939 года был назначен начальником штаба и начальником Качинской авиашколы. С сентября 1940 года зачислен в распоряжение начальника Главного управления ВВВС РККА. С февраля 1941 года назначен заместителем начальника по летной части Мелитопольской военной авиационной школы стрелков-бомбардиров.
С началом Великой Отечественной войны полковник Рябченко приказом Военного Совета Одесского военного округа на базе училища сформировал 1-ю школьную бомбардировочную авиадивизию на 63-х самолётах семейства Р-5: Р-Z и ССС и вступил в её командование. С 11 августа дивизия вступила в боевые действия в составе Южного фронта. Полки дивизи поддерживали войска Резервной армии генерал-лейтенанта Н. Е. Чибисова в оборонительных боях на днепропетровском плацдарме, затем 6-й армии Южного фронта северо-западнее Днепропетровска.
Боевые действия дивизия вела без прикрытия истребительной авиации в районах городов Кривой Рог, Запорожье, Днепропетровск и Днепродзержинск, подбив и уничтожив при этом около 350 танков и автомобилей группы генерал-полковника Клейста, разрушив три переправы через реки Днепр и Мокрая Сура, уничтожив три крупных немецких штаба и 5 артиллерийских батарей противника, сбив в воздушных боях 5 истребителей Bf.109.
За весь период участия в боевых действиях дивизия выполнила 983 боевых самолёто-вылета с общим налётом 1478 часов. Сбросила 3913 авиабомб, израсходовала 47158 патронов. Потери дивизии составили 33 человека. За отличные боевые действия 77 человек из дивизии награждены орденами. Из них 7 человек награждены вычшей наградой СССР — орденом Ленина.
После расформирования дивизии в конце сентября в составе ВВС 6-й армии полковник Рябченко был вновь назначен на должность помощника начальника по летной части Мелитопольской военной авиационной школы стрелков-бомбардиров. В мае 1942 года остранен от должности и назначен с понижением начальником отделения боевой подготовки 14-го запасного авиационного полка 6-й запасной авиационной бригады ВВС Приволжского военного округа.
В мае 1943 года назначен на должность начальником отдела перелетов и заместителем начальника штаба ВВС Приволжского военного округа.
15 января 1944 в условиях плохой видимости (туман) и также по причинам преступной организации перелета по вине командира 639 шап подполковника Цуркан и начальника отдела перелетов штаба ВВС ПриВО полковника Рябченко произошли аварии и катастрофы с самолетами Ил-2 в ПриВО в районе Тамбов-Моршанск, когда 10 самолетов потерпели катастрофы, 12 — сделали вынужденные посадки и 1 самолет не был найден, при этом погибло 17 человек летно-технического состава. Подполковник Цуркан и полковник Рябченко преданы суду военного трибунала.
В сентябре 1944 года был откомандирован в распоряжение Наркомата авиационной промышленности и направлен на завод № 22 в качестве летчика-испытателя и заместителя начальника Летно-испытательной станции по летной части.
После войны в той должности. Принимал участие в испытаниях самолётов Пе-2 и Ту-2. К 1947 году имел налет свыше 3000 часов (в том числе более 250 часов ночью), из них более 800 часов налета на саморлете ТБ-3. Летал на 23-х типах самолётов, в том числе АВ, По-2, Р-1, Р-5, И-2, И-3, И-15, Фоккер Д-7, Фоккер Д-11, Локхид, Потез, Драгон, Супер Драгон, Дуглас, Пе-2, Ту-2 и других. Имел общий налет на заводе 4771 час. Всего общий налет составил 7796 часов.
11 декабря 1953 года в звании полковника уволен в запас.
Проживал в городе Казань. Умер 4 июля 1979 года. Похоронен на Архангельском кладбище в Казани.

## Награды
Награждён орденом Ленина (1950, № 121175), двумя орденами Красного знамени (1937, № 1084; № 11832), орденом Красной звезды (№ 1015513), медалями.

## Память
- На фасаде дома № 193 по улице Декабристов в Казани, где жил Тихон Лукьянович, его потомком С. А. Рябченко и Военно-историческим обществом установлена мемориальная доска[7].
- В доме-музее В. И. Ленина в Казани (Татарстан) открылась выставка «Покоритель неба», посвященная лётчику-испытателю, участнику гражданской войны в Испании и Великой Отечественной войне Тихону Лукьяновичу Рябченко[7].